# Bhagat (tytuł)
Bhagat – tytuł z religii dharmicznych oznaczający przewodnika religijnego, który prowadzi ludzkość do Boga.
Bhagat jest wschodnim ekwiwalentem dla chrześcijańskiego terminu święty. Bhagat może też być Guru, jeśli miałby ogromną liczbę zwolenników. Bhagat zwykle nie wygłasza kazań, by przyciągnąć zwolenników, ale by uwypuklić niesprawiedliwości w świecie. Bhagat może stanowić też element składowym induskiego lub sikhijskiego nazwiska.

## Sikhizm
W sikhizmie jest piętnastu bhagatów, którzy pojawili się przed narodzinami założyciela Guru Nanaka w 1469. Nauczania sikhijskich bhagatów mają tę samą ważność w Guru Granth Sahib jak nauki dziesięciu sikhijskich Guru. Guru Ardźan Dew wskazał następujące postacie:
1. Bhagat Ramanand
2. Bhagat Sheikh Farid
3. Bhagat Kabir
4. Bhagat Ravidas
5. Bhagat Beni
6. Bhagat Namdew
7. Bhagat Sadhana
8. Bhagat Bhikhan
9. Bhagat Parmanand
10. Bhagat Sain
11. Bhagat Dhanna
12. Bhagat Pipa
13. Bhagat Surdas
14. Bhagat Dźaidew
15. Bhagat Trilochan